# اگر می‌توانستم ساکت‌اش کنم
اگر می‌توانستم ساکت‌اش کنم (به انگلیسی: if i could make it go quiet) نخستین آلبوم استودیویی از موسیقی‌دان نروژی گرل این رد می‌باشد که در ۳۰ آوریل سال ۲۰۲۱ پس از به‌تاخیر افتادن به‌دلیل دنیاگیری کووید-۱۹ به‌طور مستقل از سوی آوال و ناشر موسیقی وی که ورلد این رد نام دارد منتشر شده‌‎است.

## فهرست ترانه‌ها
همهٔ ترانه‌ها توسط گرل این رد. همه ترانه‌ها به‌تهیه‌کنندگی گرل این رد و ماتیاس تیلز هستند؛ «سروتونین» توسط گرل این رد ماتیاس تیلز، و فینیس تهیه شده‌است. نوشته شده‌است.
| فهرست ترانه‌های اگر می‌توانستم ساکت‌اش کنم | فهرست ترانه‌های اگر می‌توانستم ساکت‌اش کنم | فهرست ترانه‌های اگر می‌توانستم ساکت‌اش کنم |
| شماره                                   | نام                                     | مدت                                     |
| --------------------------------------- | --------------------------------------- | --------------------------------------- |
| ۱.                                      | «سروتونین»                              | ۳:۰۲                                    |
| ۲.                                      | «اومدی؟»                                | ۳:۱۰                                    |
| ۳.                                      | «بدن و ذهن»                             | ۳:۰۶                                    |
| ۴.                                      | «داغون‌دلباختهٔ‌شهوتی»                     | ۲:۵۵                                    |
| ۵.                                      | «عشق نیمه‌شب»                            | ۳:۱۳                                    |
| ۶.                                      | «ای جندهٔ احمق»                          | ۳:۱۵                                    |
| ۷.                                      | «روئه»                                  | ۳:۳۶                                    |
| ۸.                                      | «آپارتمان ۴۰۲»                          | ۳:۲۵                                    |
| ۹.                                      | «.»                                     | ۲:۴۶                                    |
| ۱۰.                                     | «تو رو مال خودم میدونم»                 | ۳:۲۱                                    |
| ۱۱.                                     | «حسش شبیهٔ همینه»                        | ۱:۰۲                                    |
| مجموع مدت:                              | مجموع مدت:                              | ۳۳:۰۹                                   |

یادداشت‌ها
- «.» پریود تلفظ می‌شود